# チャオプラヤー・コーサーレック
チャオプラヤー・コーサーレック（Chaophraya Kosalek、เจ้าพระยาโกษาเหล็ก）は、タイのアユタヤー王朝・ナーラーイ王時代の軍人。正式名称をチャオプラヤー・コーサーティボーディーというが、死後、弟が同じ名称を下賜されたので、区別のためこの名前が一般的に使われる。俗称はレック（เหล็ก）ペートラーチャー王の息子。
ナーラーイ王時代に軍の総司令官として活躍した。チェンマイ征伐では大勝を得、1664年（タイ仏暦2207年）にはビルマ軍を討伐した。翌年ビルマ国内まで攻め入ったが、兵糧が尽き退却した。
1683年（タイ仏暦2226年）死亡。コーサーレックの死亡によりギリシャ人官吏のフォールコンが埋め合わせに昇進した。